# Cunigunda de Suabia
Cunigunda de Suabia sau Cunigunda de Staufen (în cehă Kunhuta Štaufská sau Kunhuta Švábská; n. 1202, Suabia, Baden-Württemberg, Germania – d. 13 septembrie 1248, Praga, Regatul Boemiei) a aparținut Casei Hohenstaufen și a fost regina Boemiei prin căsătoria cu Venceslau I, din 1230 până în 1248.

## Biografia
Cunigunda a fost fiica regelui Filip al Suabiei și a soției sale, prințesa bizantină Irina Angelina, fiica împăratului Isaac al II-lea. Sora ei mai mare, Beatrice, a devenit împărăteasă romano-germană prin căsătoria cu Otto al IV-lea. Sora ei mai mică, care se numea și Beatrice (cea Tânără) a devenit prin căsătoria cu Ferdinand al III-lea, regină a Castiliei și a Leónului.
În 1203 a fost logodită de tatăl ei cu Otto al VIII-lea de Wittelsbach, acesta urmând să-l susțină în războiul împotriva landgrafului Herman I de Turingia (război care a durat din 1204 până în 1205). Cu toate acestea, Filip de Suabia nu a respectat acordul încheiat cu Otto al VIII-lea și în 1207 a încheiat un nou acord cu regele boem Ottokar I logodind-o pe Cunigunda cu succesorul acestuia, Venceslau I. Acest lucru l-a costat viața deoarece pe 21 iunie 1208 la Bamberg Otto al VIII-lea l-a ucis din răzbunare pentru anularea logodnei sale cu Cunigunda. Acesta a fost primul regicid din istoria germană. La două luni după moartea tatălui ei, a murit și mama ei, Irene. Conrad, episcopul de Speyer, s-a ocupat inițial de Cunigunda și de surorile ei.
Căsătoria cu Venceslau a avut loc la Praga în 1221 sau 1224. În 1228 Cunigunda a fost încoronată la Praga împreună cu Venceslau I de către Siegfried, Arhiepiscopul de Mainz.  În 1230 Venceslau a devenit rege al Boemiei după moartea tatălui său, Ottokar I. 
Cunigundei îi aparțineau câteva teritorii în Ducatul de Suabia. În 1235, la Dieta ținută în Eger, Venceslau a primit o despăgubire de 10 000 de mărci de argint de la împăratul Frederic al II-lea pentru renunțarea la acele teritorii din Suabia. Cunigunda era numită Constanța în Boemia, deoarece acesta era numele soacrei sale, Constanța a Ungariei. Cunigunda a sporit influența culturii germane la curtea din Praga, fapt dovedit și de existența la curtea Boemiei a unor menestreli germani, printre care Reinmar von Zweter⁠(d) și Walther von der Vogelweide.
Cunigunda este considerată a fi fondatoarea Mănăstirii cisterciene Marienthal din Silezia Luzaciană, cea mai veche mănăstire a acestui ordin din Germania, care există fără întrerupere de când a fost fondată. De asemenea, a sponsorizat mănăstirile cisterciene Vallis Sf. Maria din Oslawan⁠(d) și Porta Coeli din Tischnowitz⁠(d), precum și mănăstirea benedictină Břevnov⁠(d).
De la sfârșitul anului 1247, fiul ei, Ottokar al II-lea, s-a opus tatălui. Susținut de nobili din Moravia, el a pornit o revoltă pe 31 iulie 1248 împotriva tatălui său în urma căreia a fost proclamat rege la Praga. O înfrângere a rebelilor la Brüx a fost urmată de un acord cu Venceslau I la începutul lunii noiembrie 1248, în care Ottokar al II-lea a primit o funcție egală cu cea a tatălui său. În mijlocul acestor conflicte, Cunigunda a murit pe 13 septembrie 1248. A fost înmormântată în Mănăstirea Agnes a Clariselor din Praga, care a fost fondată de cumnata ei, Agnes de Boemia.

## Descendenți
Din căsătoria ei cu Venceslau I al Boemiei au rezultat următorii copii:
- Vladislav (n. 1227 – d. 3 ianuarie 1247), margraf de Moravia, moștenitor al ducatelor Austria și Stiria în 1246/1247, căsătorit în 1246 cu Gertrude a Austriei;

- Ottokar al II-lea (n. c. 1233 – d. 26 august 1278), rege al Boemiei;
- Beatrice (în cehă Božena) (d. 25 mai 1286), căsătorită în 1243 margraful Otto al III-lea Evlaviosul de Brandenburg⁠(d)
- Agnes (d. 1268), căsătorită în 1244/1245 cu margraful Henric al III-lea cel Ilustru de Meissen
- O fiică (d. în jurul anului 1240)